# Côte d'Île-de-France
La côte d’Île-de-France est l'une des principales cuestas du Bassin parisien. S'étendant en arc de cercle entre l'Oise et la Seine, de Laon à Montereau-Fault-Yonne, elle comprend principalement la montagne de Reims dont le mont Sinaï avec 286 mètres d'altitude est le point culminant de la côte, la montagne d'Épernay et les coteaux de la Traconne. Cette côte sépare la Brie, le Tardenois et le Laonnois à l'ouest de la Champagne crayeuse à l'est.  